# Joško Gvardiol
Joško Gvardiol (ur. 23 stycznia 2002 w Zagrzebiu) – chorwacki piłkarz, występujący na pozycji obrońcy w angielskim klubie Manchester City oraz w reprezentacji Chorwacji.Brązowy medalista Mistrzostw Świata 2022. Uczestnik Mistrzostw Europy 2024.

## Kariera klubowa
Jest wychowankiem Dinama Zagrzeb. W jego zespołach juniorskich trenował w latach 2010–2019. Treningi piłkarskie rozpoczął natomiast w klubie NK Trešnjevka. 1 stycznia 2019 został na stałe włączony do kadry pierwszego zespołu Dinama. W rozgrywkach Prvej hrvatskiej nogometnej ligi zadebiutował 18 października 2019 w wygranym 4:2 meczu z HNK Gorica. Do gry wszedł w 88. minucie, zastępując Mario Gavranovicia.
W sezonie 2019/2020 wraz z klubem zdobył mistrzostwo kraju. Ogłoszono, że od 1 lipca 2021 stanie się piłkarzem niemieckiego RB Leipzig, a kwota transferu wyniesie 16 milionów euro.
W Bundeslidze zagrał po raz pierwszy 20 sierpnia 2021, miało to miejsce w wygranym 4:0 meczu z VfB Stuttgart.

## Kariera reprezentacyjna
8 października 2021 roku strzelił swojego debiutanckiego gola dla Chorwacji w wygranym 3:0 meczu eliminacyjnym do Mistrzostw Świata z Cyprem.
9 listopada 2022 roku Gvardiol znalazł się w 26-osobowym składzie Zlatko Dalicia na Mistrzostwa Świata 2022 w Katarze. Dzień później, w meczu Bundesligi z Freiburgiem, Gvardiol złamał nos po zderzeniu z Willim Orbánem i w konsekwencji nosił maskę na twarz podczas turnieju. Otrzymał duże pochwały za swoje występy w obronie w fazie grupowej, zwłaszcza w decydującym meczu z Belgią 1 grudnia, który zakończył się bezbramkowym remisem i pozwolił Chorwacji awansować do fazy pucharowej.
17 grudnia 2022, w meczu o trzecie miejsce z Marokiem, Gvardiol strzelił swojego pierwszego gola dla Chorwacji na turnieju (a drugiego w reprezentacyjnej karierze). Mając 20 lat, dziesięć miesięcy i 24 dni, został najmłodszym zawodnikiem, który strzelił gola dla Chorwacji na turnieju tej rangi, wyprzedzając Ivicę Olicia. Został mianowany zawodnikiem meczu, który Chorwacja wygrała 2:1 i zdobyła brązowy medal mistrzostw świata.